# Campeonato do Mundo de Xadrez Júnior
O Campeonato do Mundo de Xadrez Júnior é uma competição reservada a menores de 20 anos (os jogadores devem ter menos de 20 anos de idade no dia 1 de Janeiro do ano da competição).

Quatro dos vencedores desta prova conquistaram posteriormente o campeonato do mundo da FIDE: Anatoly Karpov, Boris Spassky, Garry Kasparov e Viswanathan Anand.
Em 1986 foi instituído um torneio separado para meninas.

## Campeonato júnior absoluto
| No. | Ano  | Local                | Vencedor               | País            |
| --- | ---- | -------------------- | ---------------------- | --------------- |
| 1   | 1951 | Coventry/Birmingham  | Borislav Ivkov         | Iugoslávia      |
| 2   | 1953 | Copenhaga            | Oscar Panno            | Argentina       |
| 3   | 1955 | Antuérpia            | Boris Spassky          | União Soviética |
| 4   | 1957 | Toronto              | William Lombardy       | Estados Unidos  |
| 5   | 1959 | Münchenstein         | Carlos Bielicki        | Argentina       |
| 6   | 1961 | Haia                 | Bruno Parma            | Iugoslávia      |
| 7   | 1963 | Vrnjacka Banja       | Florin Gheorghiu       | Roménia         |
| 8   | 1965 | Barcelona            | Bojan Kurajica         | Iugoslávia      |
| 9   | 1967 | Jerusalém            | Julio Kaplan           | Porto Rico      |
| 10  | 1969 | Estocolmo            | Anatoly Karpov         | União Soviética |
| 11  | 1971 | Atenas               | Werner Hug             | Suíça           |
| 12  | 1973 | Teesside             | Alexander Beliavsky    | União Soviética |
| 13  | 1974 | Manila               | Anthony Miles          | Inglaterra      |
| 14  | 1975 | Tjentiste            | Valery Chekhov         | União Soviética |
| 15  | 1976 | Groningen            | Mark Diesen            | Estados Unidos  |
| 16  | 1977 | Innsbruck            | Artur Yusupov          | União Soviética |
| 17  | 1978 | Graz                 | Sergey Dolmatov        | União Soviética |
| 18  | 1979 | Skien                | Yasser Seirawan        | Estados Unidos  |
| 19  | 1980 | Dortmund             | Garry Kasparov         | União Soviética |
| 20  | 1981 | Cidade do México     | Ognjen Cvitan          | Iugoslávia      |
| 21  | 1982 | Copenhaga            | Andrei Sokolov         | União Soviética |
| 22  | 1983 | Belfort              | Kiril Georgiev         | Bulgária        |
| 23  | 1984 | Kiljava              | Curt Hansen            | Dinamarca       |
| 24  | 1985 | Sharjah              | Maxim Dlugy            | Estados Unidos  |
| 25  | 1986 | Gausdal              | Walter Arencibia       | Cuba            |
| 26  | 1987 | Baguio               | Viswanathan Anand      | Índia           |
| 27  | 1988 | Adelaide             | Joel Lautier           | França          |
| 28  | 1989 | Tunja                | Vasil Spasov           | Bulgária        |
| 29  | 1990 | Santiago             | Ilya Gurevich          | Estados Unidos  |
| 30  | 1991 | Mamaja               | Vladimir Akopian       | Armênia         |
| 31  | 1992 | Buenos Aires         | Pablo Zarnicki         | Argentina       |
| 32  | 1993 | Kozhikode            | Igor Miladinovic       | Yugoslavia      |
| 33  | 1994 | Caiobá               | Helgi Grétarsson       | Islândia        |
| 34  | 1995 | Halle, Saxony-Anhalt | Roman Slobodjan        | Alemanha        |
| 35  | 1996 | Medellín             | Emil Sutovsky          | Israel          |
| 36  | 1997 | Żagań                | Tal Shaked             | Estados Unidos  |
| 37  | 1998 | Kozhikode            | Darmen Sadvakasov      | Cazaquistão     |
| 38  | 1999 | Erevã                | Alexander Galkin       | Rússia          |
| 39  | 2000 | Erevã                | Lázaro Bruzón          | Cuba            |
| 40  | 2001 | Atenas               | Peter Acs              | Hungria         |
| 41  | 2002 | Goa                  | Levon Aronian          | Armênia         |
| 42  | 2003 | Naquichevão          | Shakhriyar Mamedyarov  | Azerbaijão      |
| 43  | 2004 | Cochim               | Pentala Harikrishna    | Índia           |
| 44  | 2005 | Istambul             | Shakhriyar Mamedyarov  | Azerbaijão      |
| 45  | 2006 | Erevã                | Zaven Andriasian       | Armênia         |
| 46  | 2007 | Erevã                | Ahmed Adly             | Egito           |
| 47  | 2008 | Gaziantepe           | Abhijeet Gupta         | Índia           |
| 48  | 2009 | Puerto Madryn        | Maxime Vachier-Lagrave | França          |
| 49  | 2010 | Chotowa              | Dmitry Andreikin       | Rússia          |
| 50  | 2011 | Chenai               | Dariusz Świercz        | Polónia         |
| 51  | 2012 | Atenas               | Alexander Ipatov       | Turquia         |
| 52  | 2013 | Cojaéli              | Yu Yangyi              | China           |
| 53  | 2014 | Pune                 | Lu Shanglei            | China           |
| 54  | 2015 | Khanty-Mansiysk      | Mikhail Antipov        | Rússia          |
| 55  | 2016 | Bhubaneswar          | Jeffery Xiong          | Estados Unidos  |
| 56  | 2017 | Tarvisio             | Aryan Tari             | Noruega         |
| 57  | 2018 | Gebze                | Parham Maghsoodloo     | Irão            |
| 58  | 2019 | Nova Deli            | Evgeny Shtembuliak     | Ucrânia         |
| 59  | 2022 | Cala Gonone          | Abdulla Gadimbayli     | Azerbaijão      |
| 60  | 2023 | Cidade do México     | Marc’Andria Maurizzi   | França          |
| 61  | 2024 | Gandinagar           | Nogerbek Kazybek       | Cazaquistão     |
| 62  | 2025 | Petrovac             | Pranav Venkatesh       | Montenegro      |

## Campeonato júnior feminino
| No. | ano  | Local            | Vencedora               | País            |
| --- | ---- | ---------------- | ----------------------- | --------------- |
| 1   | 1982 | Senta            | Agnieszka Brustman      | Poland          |
| 2   | 1983 | Cidade do México | Fliura Khasanova        | União Soviética |
| 3   | 1985 | Dobrna           | Ketevan Arakhamia       | União Soviética |
| 4   | 1986 | Gausdal          | Ildiko Madl             | Hungria         |
| 5   | 1987 | Baguio           | Camilla Baginskaite     | União Soviética |
| 6   | 1988 | Adelaide         | Alisa Galliamova        | União Soviética |
| 7   | 1989 | Tunja            | Ketino Kachiani         | União Soviética |
| 8   | 1990 | Santiago         | Ketino Kachiani         | União Soviética |
| 9   | 1991 | Mamaja           | Natasa Bojkovic         | Iugoslávia      |
| 10  | 1992 | Buenos Aires     | Krystyna Dąbrowska      | Polónia         |
| 11  | 1993 | Kozhikode        | Nino Khurtsidze         | Geórgia         |
| 12  | 1994 | Caiobá           | Zhu Chen                | China           |
| 13  | 1995 | Halle            | Nino Khurtsidze         | Geórgia         |
| 14  | 1996 | Medellín         | Zhu Chen                | China           |
| 15  | 1997 | Żagań            | Harriet Hunt            | Inglaterra      |
| 16  | 1998 | Kozhikode        | Hoang Thanh Trang       | Vietname        |
| 17  | 1999 | Erevã            | Maria Kouvatsou         | Grécia          |
| 18  | 2000 | Erevã            | Xu Yuanyuan             | China           |
| 19  | 2001 | Atenas           | Humpy Koneru            | Índia           |
| 20  | 2002 | Goa              | Zhao Xue                | China           |
| 21  | 2003 | Naquichevão      | Nana Dzagnidze          | Geórgia         |
| 22  | 2004 | Cochim           | Ekaterina Korbut        | Rússia          |
| 23  | 2005 | Istambul         | Elisabeth Pähtz         | Alemanha        |
| 24  | 2006 | Erevã            | Shen Yang               | China           |
| 25  | 2007 | Erevã            | Vera Nebolsina          | Rússia          |
| 26  | 2008 | Gaziantepe       | Harika Dronavalli       | India           |
| 27  | 2009 | Puerto Madryn    | Soumya Swaminathan      | India           |
| 28  | 2010 | Chotowa          | Anna Muzychuk           | Slovenia        |
| 29  | 2011 | Chenai           | Deysi Cori              | Peru            |
| 30  | 2012 | Atenas           | Guo Qi                  | China           |
| 31  | 2013 | Cojaéli          | Aleksandra Goryachkina  | Russia          |
| 32  | 2014 | Pune             | Aleksandra Goryachkina  | Russia          |
| 33  | 2015 | Khanty-Mansiysk  | Nataliya Buksa          | Ukraine         |
| 34  | 2016 | Bhubaneswar      | Dinara Saduakassova     | Kazakhstan      |
| 35  | 2017 | Tarvisio         | Zhansaya Abdumalik      | Kazakhstan      |
| 36  | 2018 | Gebze            | Aleksandra Maltsevskaya | Russia          |
| 37  | 2019 | Nova Deli        | Polina Shuvalova        | Russia          |
| 38  | 2022 | Cala Gonone      | Govhar Beydullayeva     | Azerbaijão      |
| 39  | 2023 | Cidade do México | Candela Francisco       | Argentina       |
| 40  | 2024 | Gandinagar       | Divya Deshmukh          | Índia           |
| 41  | 2025 | Petrovac         | Anna Shukhman           | Montenegro      |

## Total de campeões por país
| N.º  | País            | Campeões | Campeãs | Total |
| ---- | --------------- | -------- | ------- | ----- |
| 1.º  | União Soviética | 8        | 4       | 12    |
| 2.º  | Estados Unidos  | 6        | 0       | 6     |
| 3º   | Jugoslávia      | 5        | 1       | 6     |
| 4º   | Índia           | 3        | 2       | 5     |
| 5.º  | China           | 0        | 4       | 4     |
| -    | Argentina       | 3        | 1       | 4     |
| 6º   | Geórgia         | 0        | 3       | 3     |
| -    | Azerbeijão      | 2        | 1       | 3     |
| -    | Rússia          | 1        | 2       | 3     |
| 8.º  | Arménia         | 2        | 0       | 2     |
| -    | Cazaquistão     | 2        | 0       | 2     |
| -    | Bulgária        | 2        | 0       | 2     |
| -    | Cuba            | 2        | 0       | 2     |
| -    | Inglaterra      | 1        | 1       | 2     |
| 13.º | Alemanha        | 1        | 0       | 1     |
| -    | Dinamarca       | 1        | 0       | 1     |
| -    | França          | 1        | 0       | 1     |
| -    | Grécia          | 0        | 1       | 1     |
| -    | Hungria         | 1        | 0       | 1     |
| -    | Islândia        | 1        | 0       | 1     |
| -    | Israel          | 1        | 0       | 1     |
| -    | Polónia         | 0        | 1       | 1     |
| -    | Porto Rico      | 1        | 0       | 1     |
| -    | Roménia         | 1        | 0       | 1     |
| -    | Suíça           | 1        | 0       | 1     |
| -    | Vietnam         | 0        | 1       | 1     |

Nota: Os países em itálico já não existem.